# Драган Ђорђевић
Драган Ђорђевић (1960) српски је филмски, телевизијски и позоришни глумац.

## Биографија
Драган Ђорђевић рођен је рођен 18. октобра 1960. године. Стални је члан драмског ансамбла Народног позоришта „Тоша Јовановић” у Зрењанину. Играо је у 74 позоришне представе, мећу којима су Ромео и Јулија,  Власт (комедија Бранислава Нушића), Господин Мокинпот, Злостављање (по истоименој приповеци Иве Андрића), Било једном у Банату.
Отац је глумца Ивана Ђорђевића.

## Улоге
| Премијера | Представа                 | Писац           | Режија           | Улога                   |
| --------- | ------------------------- | --------------- | ---------------- | ----------------------- |
| 2014.     | Власт                     | Бранислав Нушић | Душан Петровић   | кум Сава                |
| 2016.     | Ромео и Јулија            | Виљем Шекспир   | Никола Завишић   | гроф Капулет            |
| 2018.     | Било једном у Банату      | Игор Бојовић    | Владимир Лазић   | Арпад Печвари           |
| 2018.     | Злостављање               | Иво Андрић      | Момчило Миљковић | Андрија 1               |
| 2019.     | Господин Мокинпот         | Петер Вајс      | Љубослав Мајера  | Чувар, Драги господ Бог |
| 2023.     | Шта ће бити са свима нама | Федор Шили      | Борис Лијешевић  |                         |

| Год.  | Назив                      | Улога                  | Напомена  |
| ----- | -------------------------- | ---------------------- | --------- |
| 1993. | Срећни људи                |                        | 1 епизода |
| 1996. | Горе доле                  | службеник              | 1 епизода |
| 1998. | Кир Јања                   |                        | ТВ филм   |
| 2000. | Механизам                  | лажни сајџија          |           |
| 2003. | Повратник                  | Ањин отац              |           |
| 2006. | Бела лађа                  |                        | 1 епизода |
| 2008. | Последња аудијенција       | капетан дворске страже | 2 епизоде |
| 2009. | Живот и смрт порно банде   | полицајац Страхиња     |           |
| 2012. | Зверињак                   | официр                 |           |
| 2013. | Јагодићи                   | Аидин кочијаш          | 1 епизода |
| 2014. | Једнаки                    |                        |           |
| 2016. | Вере и завере              | доктор                 | 1 епизода |
| 2016. | Сумњива лица               | полицајац              | 1 епизода |
| 2019. | Шифра Деспот               | старији конобар        | 2 епизоде |
| 2019. | Државни службеник          | кувар халал експреса   | 1 епизода |
| 2020. | Калуп                      | гост у студију         | 1 епизода |
| 2020. | Тајкун                     | адвокат                | 1 епизода |
| 2020. | Ургентни центар            | дежурни пијанац        | 2 епизоде |
| 2021. | Династија                  | јувелир Исаковић       | 2 епизоде |
| 2022. | Златни дечко               | тренер клинаца         | филм      |
| 2023. | Олуја                      | војник на граници      | филм      |
| 2023. | Радничка класа иде у пакао | Лепи Мића              | филм      |
| 2023. | Деца зла                   | министар полиције      | 1 епизода |
| 2023. | Тома                       | пијани гост            | 1 епизода |
| 2024. | Време смрти                | потпуковник Глишић     | 3 епизоде |